# Kazuo Uchida
Kazuo Uchida (内田 一夫 Uchida Kazuo?, nacido el 18 de abril de 1962 en Shizuoka) es un exfutbolista japonés y entrenador.

## Clubes

### Como entrenador
| Club                        | País  | Año    |
| --------------------------- | ----- | ------ |
| Ventforet Kofu              | Japón | 2010   |
| Selección de fútbol de Guam | Guam  | 2011   |
| Yinchuan Helanshan FC       | China | 2016   |
| Suzhou Dongwu FC            | China | 2017 - |